# Sam Dekker
Samuel Thomas Dekker (Sheboygan, Wisconsin, 6 de maig de 1994) és un jugador de bàsquet professional estatunidenc que juga al Club Joventut Badalona de la Lliga ACB.

## Carrera esportiva
Dekker va jugar tres temporades de bàsquet universitari amb els Wisconsin Badgers de la Universitat de Wisconsin-Madison. El 10 d'abril del 2015 va declarar la seva elegibilitat per al draft de l'NBA, renunciant al seu darrer any universitari.
El 25 de juny de 2015 va ser seleccionat en la divuitena posició del Draft de l'NBA del 2015 pels Houston Rockets. Dos anys després, el 28 de juny de 2017 s'anuncia el seu traspàs a Los Angeles Clippers juntament amb Lou Williams, Patrick Beverley i una primera ronda del draft de 2018 a canvi de Chris Paul. El 7 d'agost de 2018 va ser traspassat a Cleveland Cavaliers juntament amb els drets de Renaldas Seibutis a canvi dels drets de Vladimir Veremeenko, però després de 9 partits a Cleveland, el 7 de desembre de 2018 va ser traspassat a Washington Wizards en un acord entre tres equips que va involucrar cinc jugadors.
Després de gairebé un any a Washington, el 5 d'agost del 2019 fitxa per l'equip rus PBC Lokomotiv Kuban de la VTB United League. La temporada següent fitxa pel Türk Telekom Basketbol Kulubü de la lliga turca.
El 3 d'agost de 2021 torna a la NBA en fer-se oficial el seu contracte amb els Toronto Raptors, però en el mes de desembre torna a Turquia, aquesta vegada per jugar a les files del Bahçeşehir Koleji S.K. Amb el conjunt turc es proclama campió de la FIBA Europe Cup, de mitjana 13,1 punts i 7,2 rebots per partit. A l'agost de 2022 signa amb els London Lions de la BBL britànica. En la seva primera temporada a Londres guanya la BBL i la Copa, sent nomenat MVP de la lliga regular. En la segona temporada, en què es va perdre diversos partits per lesió, va tornar a coronar-se campió de la BBL, aquesta vegada sent MVP de la final dels Play-offs. Després de dues temporades a Londres, en el mes de novembre de 2024 fitxa amb el Club Joventut Badalona un contracte temporal per suplir les baixes de Michael Ruzic i Kaiser Gates.